# Usina Ceará Atlético Clube
O Usina Ceará Atlético Clube foi um clube brasileiro de futebol da cidade de Fortaleza, capital do estado de Ceará.

## Origens
Tendo a função de promover atividades desportivas entre os funcionários da Indústria Têxtil Siqueira Gurgel Companhia Limitada, foi fundado em 1 de setembro de 1949 no bairro Otávio Bonfim, em Fortaleza, para a prática do futebol, com as cores da camisa em azul e o branco.

### Década de 1950
A década de 1950 é marcada pelo presença do Usina nas disputas do Campeonato Cearense de Futebol. Em seu primeiro ano de disputa, em 1953, terminou na quinta colocação. No ano seguinte, ficou na oitava colocação. Em 1955, repetiu a quinta colocação de 1953.
Na segunda metade da década de 1950, com maiores investimentos, disputou os estaduais de 1956, ficando com o vice-campeonato, e o artilheiro, que foi Luis Martins,com 10 gols. conquistou o segundo turno e disputou a final com o vencedor do primeiro turno, o Ceará, perdendo a primeira partida da final e vencendo a segunda partida. Na terceira e decisiva partida, perdeu. No ano seguinte, ficou apenas na quinta colocação e em 1959 na terceira colocação do estadual.

### Década de 1960
Em 1960, ficou na sexta colocado do estadual e em 1961, conquistou o terceiro turno do estadual, disputando mais uma final com o Ceará Sporting Club, em jogo único, onde foi derrotado por 1 x 0. Em 1962, conquistou o segundo turno do estadual e disputou o triangular final com Ceará e Fortaleza. Depois de um empata em 1x1 com o Ceará e com o empate de 2x2 com o Fortaleza, não conquistou o título, ficando com a segunda colocação na pontuação geral. Em 1963, ficou na quarta colocação do estadual, atrás do trio de ferro da capital, e no ano seguinte, repetiu a mesma colocação sendo o ano de seu último campeonato estadual.

## Títulos

### Estaduais
- Campeonato Cearense - Série B: 1 (1951)
- Torneio Início do Ceará: 1 (1954)
- Segundo Turno do Cearense : 2 (1957 e 1962)
- Terceiro Turno do Cearense : 1 (1961)

### Títulos Individuais
Artilheiro do Estadual : Luis Martins, com 10 gols em 1956]